# Castillo de Cervera

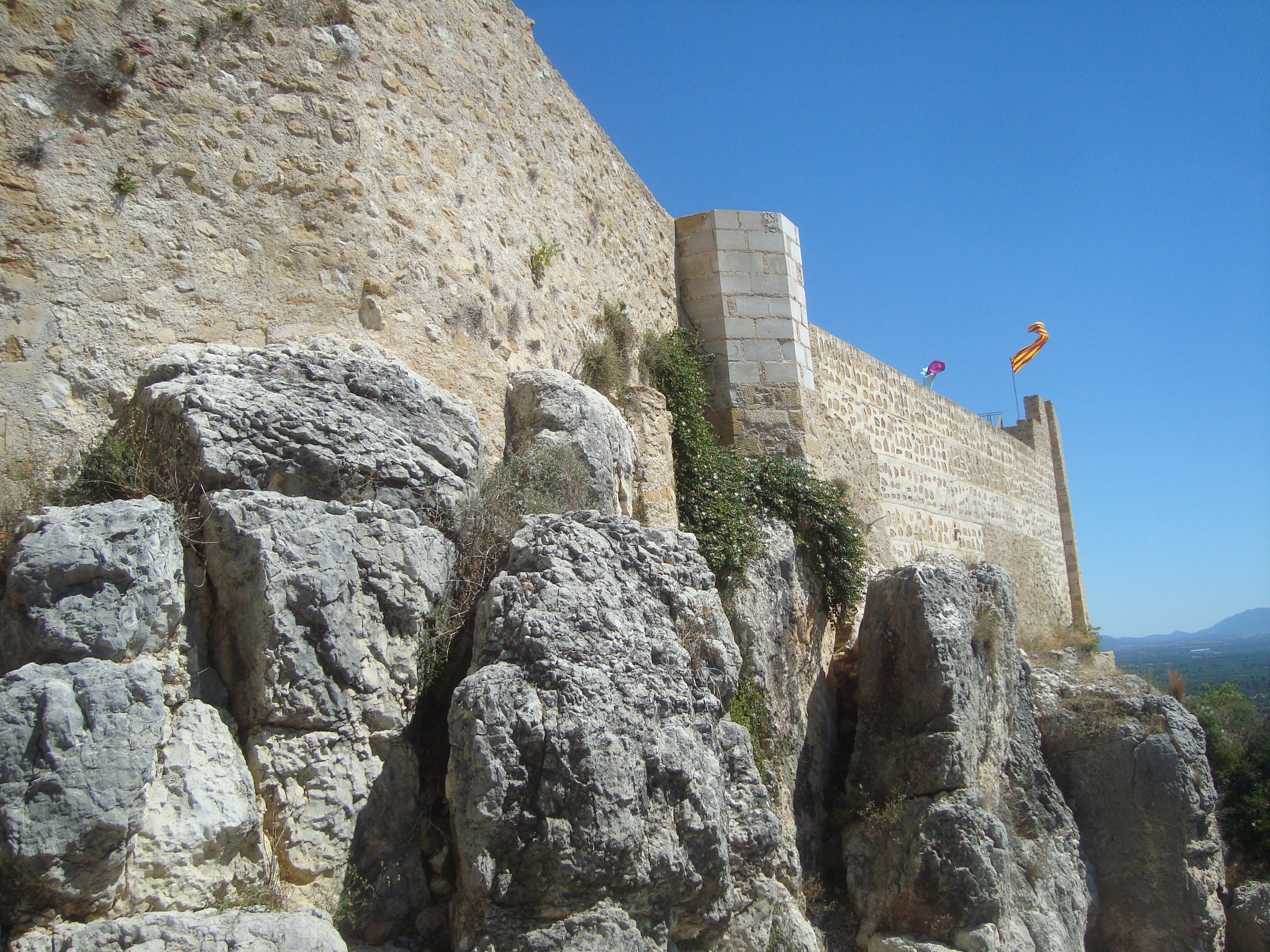
Murallas del Castillo de Cervera del Maestre (Castellón)

El castillo de Cervera, también llamado Castillo de la Maestranza de Montesa situad en el término municipal de Cervera del Maestre (Provincia de Castellón, España), y situado en la cúspide del montículo que domina la población, es de origen árabe, de planta irregular, con varios recintos no concéntricos, construido en el siglo XVI sobre los cimientos de un castro ibérico. 

## Historia
Esta construcción fue levantada durante la etapa de dominación islámica, en el siglo XII, como punto de control fronterizo almohade, en línea defensiva con los castillos de Morella, Alcalá de Chivert y Peñíscola.

Tras esta etapa musulmana, serán las órdenes militares del Hospital de San Juan de Jerusalén (1233) y de Montesa (1319) las que tomen el relevo en el lugar cobrando auge como centro político-administrativo de la Mensa Maestral o Setena que abarcaba a varias localidades más del entorno (San Mateo, Chert, La Jana, Traiguera, Cálig, etc.) configurando la bailía de Cervera.

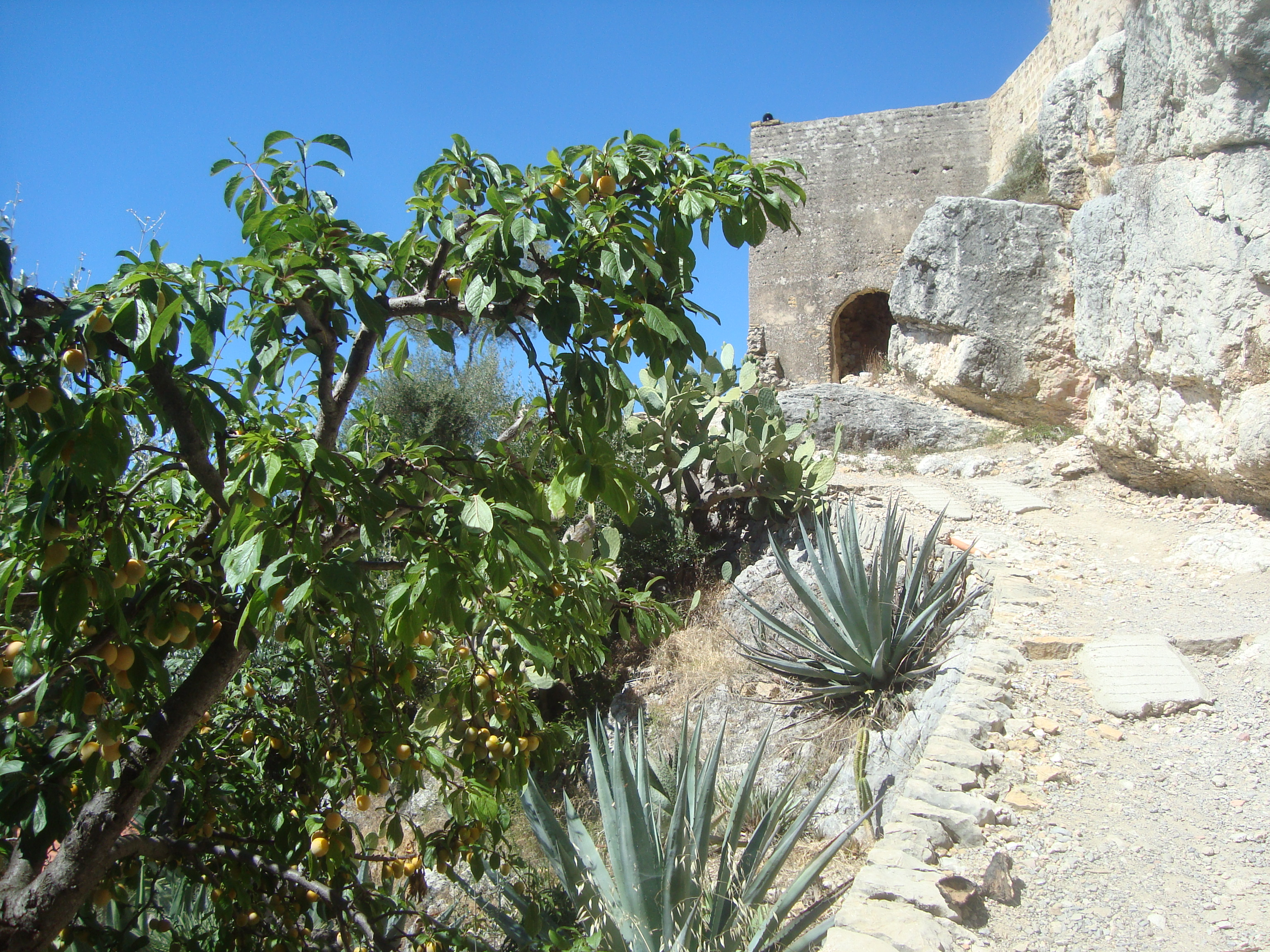
El Castillo de Cervera del Maestre (Castellón)

Destruido por Felipe V durante la Guerra de Sucesión, actualmente se halla en ruinas, aunque aún se observan numerosos restos de murallas y torres, entre las que destaca la del homenaje. Las últimas prospecciones arqueológicas has dejado al descubierto interesantes hallazgos y estructuras. El más interesante quizás es un asiento labrado en la propia roca formado por dos brazos laterales y un escabel en la parte inferior para reposo de los pies, el cual se podría corresponder, hipotéticamente, con una especie de trono de la edad de hierro o de época ibérica.

## Descripción
Se pueden observar los lienzos de las murallas, encontradas en la roca del montículo, pero no con toda su altura. En su interior se encuentran los restos de un aljibe, bóvedas de los antiguos hornos y el portal de entrada con arco de medio punto. 

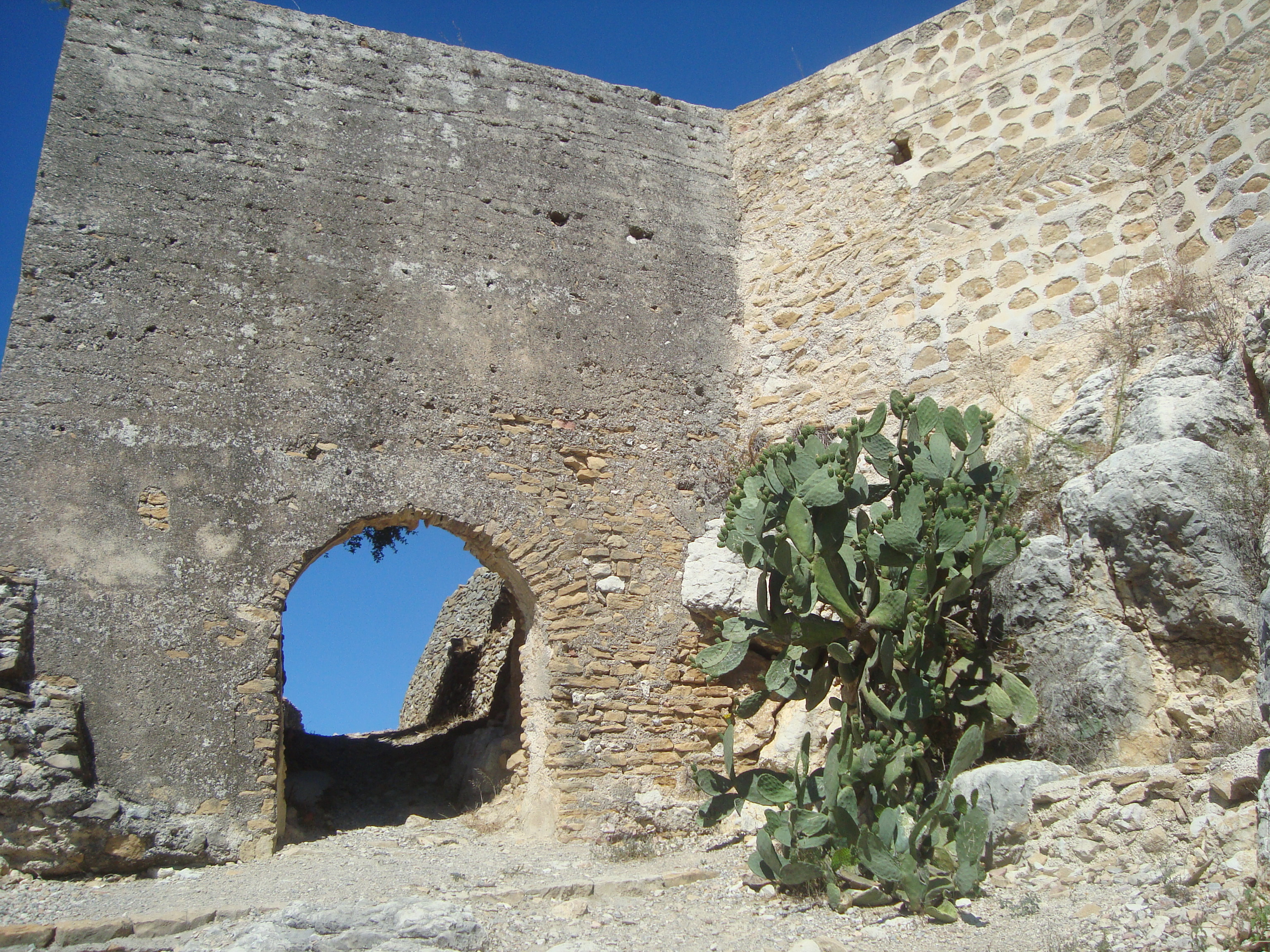
Castillo de Cervera del Maestre (Castellón)

En su origen poseía 4 torreones y el aljibe y los muros tenían una superficie aproximada de 5.000 metros cuadrados.